# 奇異賢伴
《奇異賢伴》是由萬代南夢宮集團推出的跨媒體企劃。由Game Studio開發、萬代南夢宮娛樂發行的第三人稱射擊遊戲和動作角色扮演遊戲，名為《奇異賢伴 愛達之歌》（SYNDUALITY Echo of Ada），原預定於2023年在Microsoft Windows、PlayStation 5和Xbox Series X/S上發布，後延期至2025年1月23日。電視動畫由8bit製作，名為《奇異賢伴 黑色天使》（SYNDUALITY Noir）。動畫於2023年7月10日播出。

## 電子遊戲

### 登場人物
愛達（Ada，聲：石川由依）
阿爾柏·久世（Alba Kuze，聲：廣瀨裕也）

## 電視動畫
電視動畫於2023年7月10日起在日本TV Tokyo等電視台播出，並於迪士尼旗下串流媒體進行全世界獨佔線上播出（美國於Hulu播出，拉丁美洲於Star+播出，其他地區於Disney+播出）。

### 登場人物
奏多（聲：大塚剛央、峯田茉優（少年時期））
諾娃（聲：古賀葵）
夏爾（聲：青山渚）
時生（聲：小林裕介）
穆頓（聲：小松史法）
艾莉（聲：稻垣好）
安潔（聲：大橋彩香）
黑面具（聲：坂泰斗）
白雪（聲：M·A·O）
麥可（聲：阪口大助）
鮑勃（聲：濱野大輝）
瑪麗亞（聲：伊藤美来）
克勞蒂亞（聲：柚木涼香）
芙蘭（聲：高野麻里佳）

### 主題曲
上半部
片頭曲RAYTRACER
作詞、作曲、編曲：R·O·N，主唱：STEREO DIVE FOUNDATION
第1、2、7、11話未使用
片尾曲
作詞、作曲、編曲：中山真斗，主唱：ARCANA PROJECT
第1、11話未使用
下半部
片頭曲
主唱：ARCANA PROJECT
作词、作曲、编曲：堀江晶太
第18、20、21、23、24話未使用
片尾曲
主唱：STEREO DIVE FOUNDATION
作词、作曲、编曲：R·O·N
第17、18、20、23話未使用
插曲
Daydream（第6、7话、第21話）
主唱：夏爾（青山渚）（第6、7話）；諾娃（古賀葵）（第21話）
作词：常乐寺澪，作曲：小久保祐希、YUU for YOU，编曲：YUU for YOU
炫惑Desire（第7话、第21話）
主唱：夏爾（青山渚）（第7話）；諾娃（古賀葵）（第21話）
作词：常乐寺澪，作曲：小久保祐希、YUU for YOU，编曲：YUU for YOU
You & (A)I（第8、13話）
主唱：夏爾（青山渚）
作词：PRINCE.YK，作曲：石黑刚、常乐寺澪，编曲：石黑刚
Your Song（第18話、第21話）
主唱：夏爾（青山渚）（第18話）；夏爾（青山渚）＆諾娃（古賀葵）
作词：常樂寺澪，作曲：石黑剛、小久保祐希，編曲：石黑剛
DEPARTURES（第24話）
主唱：R×R
作詞、作曲、編曲：R·O·N

### 集數列表
| 集數   | 標題   | 中文標題                        | 編劇              | 分鏡                      | 演出                                            | 作畫監督                                                                               | 機械作畫監督    | 總作畫監督                          | 首播日期       |
| 上半部 | 上半部 | 上半部                          | 上半部            | 上半部                    | 上半部                                          | 上半部                                                                                 | 上半部          | 上半部                              | 上半部         |
| ------ | ------ | ------------------------------- | ----------------- | ------------------------- | ----------------------------------------------- | -------------------------------------------------------------------------------------- | --------------- | ----------------------------------- | -------------- |
| 第1話  |        | 我的名字                        | 鴨志田一          | 山本裕介                  | 北村將                                          | 關口雅浩                                                                               | 安藤義信        | 桂憲一郎                            | 2023年 7月10日 |
| 第2話  |        | 我的主人                        | 鴨志田一          | 寺東克己                  | 名和宗則                                        | 菊地康仁、酒井秀基、大下知之                                                           | 安藤義信        | 桂憲一郎                            | 7月17日        |
| 第3話  |        | 面具之下                        | 青島崇            | 寺東克己                  | 孫承希                                          | 手島典子                                                                               | 安藤義信        | 桂憲一郎 酒井秀基                   | 7月24日        |
| 第4話  |        | 野雛菊                          | 青島崇            | 江崎慎平                  | 江崎慎平                                        | 森田和明、しまだひであき 森悦史、高橋裕一、前田義宏                                    | 安藤義信        | 桂憲一郎 酒井秀基                   | 7月31日        |
| 第5話  |        | 漂移迷宮                        | 赤尾凸            | 五十嵐達也                | 名和宗則                                        | Lee Seong-jin、Kang Hyeon-guk Shin Eun-ah                                              | 安藤義信        | 森田和明                            | 8月7日         |
| 第6話  |        | 擲骰子                          | 横谷昌宏          | 藤川太                    | 村上勉                                          | 和田伸一、重國浩子、關口雅浩                                                           | 不適用          | 桂憲一郎 酒井秀基                   | 8月14日        |
| 第7話  |        | 親愛的                          | 青島崇            | 寺東克己 生原雄次         | 中山敦史                                        | 龜田朋幸、 、Mighty Max Movie                                                          | 安藤義信        | 清水空翔                            | 8月21日        |
| 第8話  |        | 天真夢想                        | 赤尾凸            | 志村宏明 生原雄次（LIVE） | 登坂晉                                          | 關口雅浩                                                                               | 安藤義信        | 鈴木明日香 桂憲一郎                 | 8月28日        |
| 第9話  |        | 傳說英雄                        | 波多野大          | 寺東克己                  | 鈴木真彥                                        | 酒井KEI、清水拓磨 Zearth Sato、寧波麦冬映畫                                            | 不適用          | 清水空翔                            | 9月4日         |
| 第10話 |        | 漂流者尊嚴                      | 青島崇            | 寺東克己                  | 田中孝行                                        | 山崎秀樹、關口雅浩 和田伸一、伊能章博                                                  | 安藤義信 稻田航 | 桂憲一郎 酒井秀基                   | 9月11日        |
| 第11話 |        | 人工智慧風暴                    | 青島崇            | 山本裕介                  | 北村將                                          | 米澤優                                                                                 | 安藤義信        | 桂憲一郎                            | 9月18日        |
| 第12話 |        | 完美幻景                        | 青島崇            | 寺東克己                  | 鈴木真彥 新井美穗                               | 李少雷、MIGHTY MAX MOVIE                                                               | 安藤義信        | 桂憲一郎 酒井秀基                   | 9月25日        |
| 下半部 |        |                                 |                   |                           |                                                 |                                                                                        |                 |                                     |                |
| 第13話 |        | 判若兩人                        | 青島崇            | 津田尚克                  | 津田尚克                                        | 渡邊一平太、重國浩子 關口雅浩、龜田朋下幸                                              | 不適用          | 桂憲一郎 酒井秀基 清水空翔          | 2024年 1月8日  |
| 第14話 |        | 神秘之旅                        | 波多野大          | 志村宏明                  | 中野友貴                                        | 森下愛美                                                                               | 安藤義信 稻田航 | 桂憲一郎 酒井秀基                   | 1月15日        |
| 第15話 |        | 命運的決鬥                      | 山口宏            | 吉澤俊一                  | 杉本研太郎                                      | 小峰正賴、上田幸一郎、小林幸洋                                                         | 安藤義信 稻田航 | 桂憲一郎 酒井秀基                   | 1月22日        |
| 第16話 |        | 黑雨                            | 青島崇            | 北村將                    | 北村將                                          | 桂憲一郎、酒井秀基、森田和明 龜田朋幸、島田英明、和田伸一 渡邊一平太、MIGHTY MAX MOVIE | 安藤義信 稻田航 | 桂憲一郎 酒井秀基                   | 1月29日        |
| 第17話 |        | 灰色地帶                        | 鴨志田一          | 清水征郎                  | 楠本巨樹                                        | 上田幸一郎、小林幸洋 吉田巧介、吉田隆也                                                | 安藤義信 稻田航 | 桂憲一郎 酒井秀基                   | 2月5日         |
| 第18話 |        | 天空之外                        | 鴨志田一          | 山本裕介                  | 山本裕介 北村将                                 | 森田和明、清水空翔、北尾胜 伊能章博、岛田英明、和田伸一 渡边一平太、泽口裕也           | 安藤義信 稻田航 | 酒井秀基 清水空翔 北尾胜 桂宪一郎   | 2月12日        |
| 第19話 |        | 替身                            | 青島崇            | 奧山潔 新田千尋           | 名和宗則                                        | 渡邊一平太、關口雅浩 ENGI、4tune、reboot MIGHTY MAX MOVIE                              | 安藤義信        | 清水空翔 桂宪一郎                   | 2月19日        |
| 第20話 |        | 她們的故事                      | 波多野大 高島雄哉 | 佐藤英一                  | 田中孝行                                        | 龜田朋幸、紺野美喜、笹島啟一 關口雅浩、藤川太、MIGHTY MAX MOVIE                        | 安藤義信 稻田航 | 森田和明 桂憲一郎                   | 2月26日        |
| 第21話 |        | 妳的歌曲                        | 山口宏            |                           | 鈴木真彥                                        | 島田英明、和田伸一、龜田朋幸 ENGI、reboot、MIGHTY MAX MOVIE                            | 安藤義信 稻田航 | 桂憲一郎 酒井秀基 森田和明 清水空翔 | 3月4日         |
| 第22話 |        | 重力靈柩                        | 吉澤俊一          | 山本裕介 名和宗則         | 森田和明、桂憲一郎、菊地保乃香 MIGHTY MAX MOVIE | 桂憲一郎 森田和明                                                                      | 安藤義信 稻田航 | 3月11日                             |                |
| 第23話 |        | 超越極限                        | 青島崇            | 清水征郎 西澤晉           | 五十嵐達也                                      | 龜田朋幸、關口雅浩、ENGI                                                               | 安藤義信 稻田航 | 桂憲一郎 森田和明 清水空翔 北尾勝   | 3月18日        |
| 第24話 |        | 我的名字是…諾娃／漂泊者精神再起 | 青島崇            | 山本裕介                  | 北村將                                          | 桂憲一郎、森川侑紀、龜田朋幸 和田伸一、MIGHTY MAX MOVIE                                | 安藤義信 稻田航 | 桂憲一郎 森田和明                   | 3月25日        |

### BD
| 卷數 | 發售日期      | 收錄話數        | 規格編號  |
| ---- | ------------- | --------------- | --------- |
| 1    | 2024年5月29日 | 第1話 - 第8話   | BCXA-1903 |
| 2    | 2024年7月24日 | 第9話 - 第16話  | BCXA-1904 |
| 3    | 2024年9月25日 | 第17話 - 第24話 | BCXA-1905 |

### 播映平台
| 播放地區         | 播放平台         | 播放日期               | 播放時間              | 備註   |
| 上半部           | 上半部           | 上半部                 | 上半部                | 上半部 |
| ---------------- | ---------------- | ---------------------- | --------------------- | ------ |
| Disney+ 服務地區 | Disney+ 服務地區 | 2023年7月10日－9月25日 | 星期一 23:30（UTC+8） |        |
| 美國             | hulu             | 2023年7月10日－9月25日 | 星期一 23:30（UTC+8） |        |
| 拉丁美洲         | Star+            | 2023年7月10日－9月25日 | 星期一 23:30（UTC+8） |        |
| 下半部           |                  |                        |                       |        |
| Disney+ 服務地區 | Disney+ 服務地區 | 2024年1月8日－3月25日  | 星期一 23:30（UTC+8） |        |
| 美國             | hulu             | 2024年1月8日－3月25日  | 星期一 23:30（UTC+8） |        |
| 拉丁美洲         | Star+            | 2024年1月8日－3月25日  | 星期一 23:30（UTC+8） |        |

## 外部連結
- 官方网站

Twitter
- 奇異賢伴的X（前Twitter）（英文）
- 奇異賢伴 愛達之歌的X（前Twitter）（日語）
- 奇異賢伴 黑色天使的X（前Twitter）（日語）

電視動畫
- 在Disney+上觀看《奇異賢伴 黑色天使》